# Dolní Hanychov
Dolní Hanychov (německy Nieder Hanichen) je část města Liberec. Nachází se na jihozápadě Liberce. Liberec VIII-Dolní Hanychov leží v katastrálním území Dolní Hanychov o rozloze 1,13 km².

## Historie
První písemná zmínka o vesnici pochází z roku 1589.

## Doprava
Čtvrtí prochází tramvajová trať z Lidových sadů do Horního Hanychova. Nachází se zde i tramvajové obratiště.

## Pamětihodnosti
- Kostel svatého Bonifáce – secesní kostel vystavěný v letech 1915–1919 stavitelem Antonem Möllerem.